# Ergosterol
Ergosteról (provitamin D2) je pomembna sestavina celičnih membran gliv in nekaterih praživali. Ima podobne biološke funkcije kot holesterol v živalski celici. Ker mnoge glive in praživali ne morejo preživeti brez ergosterola, je le-ta postal pomembna tarča za razvoj protimikrobnih učinkovin. Ergosterol je provitaminska oblika vitamina D2; ergosterol se pod vplivom UV-žarkov s kemijsko reakcijo pretvori v vitamin D2.

## Vloga pri glivah
Ergosterol (ergosta-5,7,22-trien-3β-ol) je sterolna molekula, ki je celična sestavina številnih gliv, tudi na primer rodu Claviceps, iz katerega so ergosterol prvič osamili. V glivnih celicah ima ergosterol podobno vlogo kot holesterol v živalskih celicah.

## Tarča za protiglivne učinkovine
Ker je ergosterol sestavina glivnih celičnih membran, ni pa prisoten v celičnih membranah živalskih celic, je postal pomembna tarča za protiglivne učinkovine. Nahaja se tudi v celicah nekaterih praživali, kot so tripanosomi. Zato se nekatera protiglivna zdravila uporabljajo tudi za zdravjenje spalne bolezni, ki jo povzročajo te  tripanosomi vrste Trypanosoma brucei. 
Na biosintezo ergosterola delujejo polienski (amfotericin B, nistatin), alilaminski (terbinafin), morfolinski (amorolfin) in azolni antimikotiki (ketokonazol, klotrimazol, flukonazol, itrakonazol, vorikonazol ...).

### Polienski antimikotiki
Med polienske antimikotike uvrščamo makrolidna antibiotika amfotericin B in nistatin. Vežeta se na ergosterol v glivni celični membrani in povzroči tvorbo por, ki prepuščajo ione in druge znotrajcelične sestavine.

### Azolni antimikotiki
Azolni antimikotiki (mikonazol, itrakonazol, klotrimazol ...) zavrejo sintezo ergosterola iz lanosterola v glivnih celicah, tako da zavrejo encim lanosterol-14ademetilaze. Zaradi pomanjkanja ergosterola je zmanjšana stabilnost glivne celične membrane, kar vpliva na prenos hranil in sintezo hitina in zato se poruši integriteta celične stene. V glivni celici se kopičijo tudi toksični prekurzorji.

## Tarča za bolezni, ki jih povzročajo praživali
Zdravila, ki zavirajo sintezo ali delovanje ergosterola, delujejo tudi proti praživalim, kot sta trihomonas in lišmanija.

## Predhodnik vitamina D2
Ergosterol je provitamin oziroma biološki predhodnik vitamina D2 (ergocalciferola). Izpostavljenost ergosterola žarkom UV povzroči fotokemijsko reakcijo, v kateri se ergosterol pretvori v ergokalciferol.
Ta pretvorba se deloma dogaja v naravi, nekatere gobe pa dodatno izpostavijo žarkom UV, da se v njih poveča vsebnost vitamina D. Industrijsko tako iz gojenih gob pridobivajo vitamin D za uporabo v prehranskih dopolnil.

## Strupenost
Ergosterol v prahu draži kožo, oči in dihala. Zaužitje večjih količin lahko povzroči hiperkalcemijo, ki lahko ob dolgotrajnejši izpostavljenosti vodi v tvorbo depozitov kalcijevih soli v mehkih tkivih, zlasti v ledvicah.